# Era uma Vez no México
Era uma Vez no México (em inglês:  Once Upon a Time in México) é um filme méxico-estadunidense de 2003, dos gêneros ação, suspense e policial, escrito, dirigido e musicado por Robert Rodriguez.
É o último da "Trilogia Mariachi", que inclui El Mariachi e Desperado. 

## Recepção
O Metacritic, que usa uma média ponderada, atribuiu ao filme uma pontuação de 56 em 100, baseado em 34 críticos, indicando críticas "mistas ou médias".

## Elenco
| Ator                 | Personagem            |
| -------------------- | --------------------- |
| Johnny Depp          | Sheldon Jeffrey Sands |
| Antonio Banderas     | El Mariachi           |
| Rubén Blades         | Jorge Ramírez         |
| Mickey Rourke        | Billy Chambers        |
| Enrique Iglesias     | Lorenzo               |
| Marco Leonardi       | Fideo                 |
| Pedro Armendáriz Jr. | Presidente            |
| Willem Dafoe         | Armando Barillo       |
| Salma Hayek          | Carolina              |
| Tony Valdes          | Chicle Boy            |
| Eva Mendes           | Arjedrez Barillo      |
| Danny Trejo          | Cucuy                 |
| Miguel Couturier     | Dr. Guevera           |
| Gerardo Virgil       | General Marquez       |
| Cheech Marin         | Belini                |
| Julio Oscar Mechoso  | Nicholas              |

## Trilha sonora
Faixas
1. "Malagueña" (Brian Setzer) – 4:22
2. "Traeme Paz" (Patricia Vonne) – 2:56
3. "Eye Patch" (Alex Ruiz) – 1:51
4. "Yo Te Quiero" (Marcos Loya) – 3:48
5. "Guitar Town" (Robert Rodriguez) – 2:04
6. "Church Shootout" (Robert Rodriguez) – 1:38
7. "Pistolero" (Juno Reactor) – 3:38
8. "Me Gustas Tu" (Manu Chao) – 3:49
9. "Sands (Theme)" (Tonto's Giant Nuts) – 3:24
10. "Dias de Los Angeles" ("Del Castillo") – 5:08
11. "The Man With No Eyes" (Robert Rodriguez) – 2:09
12. "Mariachi vs. Marquez" (Robert Rodriguez) – 1:33
13. "Flor del Mal" (Tito Larriva) – 3:13
14. "Chicle Boy" (Robert Rodriguez) – 1:30
15. "Coup de Etat" (Robert Rodriguez) – 3:02
16. "El Mariachi" (Robert Rodriguez) – 1:22
17. "Siente Mi Amor" (Salma Hayek) – 4:24
18. "Cuka Rocka" ("Chingon") – 1:44